# Veleposlaništvo Republike Slovenije v Združenih državah Amerike
Veleposlaništvo Republike Slovenije v Združenih državah Amerike (uradni naziv Veleposlaništvo Republike Slovenije Washington, D.C., ZDA) je diplomatsko-konzularno predstavništvo (veleposlaništvo) Republike Slovenije s sedežem v Washingtonu, D.C. (Združene države Amerike). Poleg te države to veleposlaništvo pokriva še Mehiko.
Trenutni veleposlanik je Iztok Mirošič.

## Veleposlaniki
- Iztok Mirošič (2023–danes)
- Tone Kajzer (2020–2022)
- Stanislav Vidovič (2017–2020)
- Božo Cerar (2013–2017)
- Roman Kirn (2009–2013)
- Samuel Žbogar (2004–2008)
- Davorin Kračun (2000–2004)
- Dimitrij Rupel (1997–2000)
- Ernest Petrič (1991–1997)